# 밀가루줄명나방
밀가루줄명나방(Meal moth)은 나비목 명나방과의 곤충이다. 날개의 배경색은 황갈색이며 가슴과 만나는 부분과 바깥쪽 가장자리 부분은 갈색이다. 몸체의 색은 황갈색에 가깝지만 머리 부분은 더 밝으며 잔털이 나 있다. 몸은 비늘가루로 덮혀 있다. 쌀, 보리 등의 저장곡물을 갉아먹는 해충이며 이외에도 과자 등을 갉아먹기 때문에 과자명나방이라고도 불린다.

## 특징
애벌레는 저장곡물, 마른 과일 등을 갉아먹기에 농업해충으로 분류된다. 성충은 기온이 높은 여름에 주로 볼 수 있으며 집안에서 잘 발견된다. 한국 외에도 동아시아, 신열대구, 에티오피아구, 신북구, 오스트레일리아구 등의 매우 광범위한 지역에 분포한다.